# فوکه ولف اس ۲
فوکه ولف اس ۲ (به انگلیسی: Focke-Wulf_S_2) یک هواگرد ملخ‌پیشین تک‌موتوره از نوع هواپیمای آموزشی ساخت شرکت Focke-Wulf است. هواگرد فوکه ولف اس ۲ نخستین پروازش را در ۱۹۲۸ میلادی انجام داد. در مجموع، تعداد ۱ فروند از این هواگرد ساخته شده‌است.